# فاتس والر
فاتس والر (بالإنجليزية: Fats Waller)‏ (من 21 من مايو 1904 - 15 من ديسمبر 1943)، المولود باسم توماس رايت والر، كان عازفًا لموسيقى الجاز على البيانو وعازفًا للأرغن ومؤلفًا ومطربًا وفنانًا كوميديًا.

## النشأة
كان توماس رايت والر هو أصغر طفل ضمن أربعة أطفال لأدالين لوكيت والر والموقر إدوارد مارتين والر. بدأ العزف على البيانو في سن السادسة وتخرج من هيئة الكنيسة التي كان فيها والده بعد ذلك بأربع سنوات. وعند بلوغه سن الرابعة عشر، عزف الأرغن في مسرح لينكولن في هارلم وخلال ثمانية عشر شهرًا قام بتأليف أول قطعة موسيقية له. وتم تسجيل أول ألحان منفردة للعزف على البيانو من تأليف والر («أحزان ماسل شولس» و«أحزان برمينجهام») في أكتوبر عام 1922م عندما كان في عمر الثامنة عشر.
وكان هو التلميذ النابغ لعازف البيانو لموسيقى السترايد جايمز بي جونسون، وبعد ذلك أصبح صديقًا وزميلاً له. وكان فاتس والر هو ابن واعظ الكنيسة وقد تعلّم العزف على الأرغن فيها مع والدته. وبعد نجاحه في التغلب على معارضة والده القس، أصبح والر عازف بيانو محترفًا في سن الخامسة عشر، حيث أصبح عاملاً في الملاهي والمسارح. وفي عام 1918م، فاز بمسابقة المواهب للعزف على أغنية جونسون «صرخة كارولينا» (Carolina Shout)، وهي أغنية تعلّمها بينما كان يشاهد عازف البيانو يقوم بعزفها.

## الحياة العملية
كان والر هو أحد أكثر العازفين شهرةً في هذا العصر، حيث حقق نجاحًا تجاريًا ومهمًا في وطنه الأم وفي أوروبا. وكان أيضًا كاتب أغاني مشهورًا حيث لا تزال العديد من الأغنيات التي قام بكتابتها أو شارك في كتابتها مشهورة، مثل روز زهرة العسل (Honeysuckle Rose)" و"أنا لا أسييء التصرف" (Ain't Misbehavin) (و"اضغط علي" (Squeeze Me). وقد لقّب المؤلف وعازف البيانو الزميل أوسكار ليفينت (Oscar Levant) والر باسم "هورويتيز الأسود". وقد ألّف والر العديد من نغمات موسيقى السوينج الجديدة في العشرينيات من القرن العشرين الميلادي وقام ببيعها مقابل مبلغ صغير نسبيًا. وعندما احتلت المؤلفات مراتب أعلى، ادعى بعض كاتبي الأغاني الآخرين بأنها ملك لهم. ونُسبت العديد من المعايير إلى والر بالتبادل وأحيانًا بشكل جدلي.

## وصلات خارجية
- فاتس والر على موقع IMDb (الإنجليزية)
- فاتس والر على موقع الموسوعة البريطانية (الإنجليزية)
- فاتس والر على موقع ميوزك برينز (الإنجليزية)
- فاتس والر على موقع قاعدة بيانات برودواي على الإنترنت (الإنجليزية)
- فاتس والر على موقع إن إن دي بي (الإنجليزية)
- فاتس والر على موقع أول ميوزيك (الإنجليزية)
- فاتس والر على موقع ديسكوغز (الإنجليزية)
- فاتس والر على موقع ديسكوغز (الإنجليزية)
- فاتس والر على موقع قاعدة بيانات الفيلم (الإنجليزية)